# Personajele din Tomb Raider
Aceasta este o listă a personajelor din Tomb Raider pe care Lara le întâlnește în joc, multe dintre ele apărând în mai mult de un joc. Acestea au cel puțin o replică, sunt importante pentru cursul acțiunii, sau apar frecvent de-a lungul jocului. 
- Lara Croft, protagonista jocului.
- Jacqueline Natla este un personaj fictiv negativ din jocul Tomb Raider I din seria de jocuri cu același nume. Conducător al continentului Atlantida. Datorită crimelor sale, a fost  condamnată la criogenare  pentru eternitate de către ceilalți conducători ai Antlantidei-Qualopec și Tihuacan. Eliberată printr-un accident, ea o angajeaza pe aventuriera Lara Croft să-i găsească artefactul Scion, care deține puteri magice. Aflând de adevaratele intenții ale sale, Lara pornește într-o cursă contra cronometru pentru a dejuca planurile diabolicei blonde.
- Larson Conway, unul din mercenarii angajați de Jacqueline Natla pentru a recupera Scionul din mâinile Larei.
- Pierre Dupont, alt mercenar angajat de Jacqueline Natla
- Kurtis Trent este un personaj fictiv din jocul Tomb Raider: The Angel of Darkness. Acest aventurier este aliatul Larei Croft. În pielea lui jucătorul poate intra câteva nivele din joc. Se pare că tatăl său a fost ucis de Eckhard și acesta dorește să se răzbune.
- Eckhard este inamicul Larei în jocul Tomb Raider: The Angel of Darkness.
- Tihuacan este un personaj fictiv din jocul Tomb Raider I. Conducător mitic al continentului Atlantida. Posesor al unei părți din artefactul Scion, mormântul sau se află localizat într-o mânăstire franciscană din împrejurimile orașului Roma.
- Werner Von Croy, arheolog și explorator, mentorul Larei Croft.

## Alte personaje
- Alex Weiss
- Amanda
- Angus Grimaldi
- Boris
- Conrad Roth
- Dmitri
- Himiko
- Hoshi
- James Whitman
- Jonah Maiava
- Joslin Reyes
- Mathias
- Nikolai
- Samantha Nishimura
- Solarii Brotherhood
- Steph
- Stormguard General
- Stormguard Stalker
- Vladimir
- Zachary Levi